# 莫妮拉陨石坑
莫妮拉陨石坑（Monira）是月球正面位于阿方索环形山坑底东北的一座小撞击坑，其名称取自阿拉伯妇性名，1976年被国际天文学联合会正式接受。

## 描述
该陨坑西侧是大小类似的拉维月坑和嫦娥月坑，南面是何塞月坑和索拉娅月坑
。它的中心月面坐标为12°32′S 1°44′W / 12.54°S 1.73°W，直径1.07公里，深约0.135公里。
莫妮拉陨石坑是外观呈水滴状，可能源自一次较低角度的斜向撞击，其磨损的内壁显示有坍塌的痕迹，它的坑壁最大高出周边地形40米，内部容积约为0.05公里3。

## 外面链接

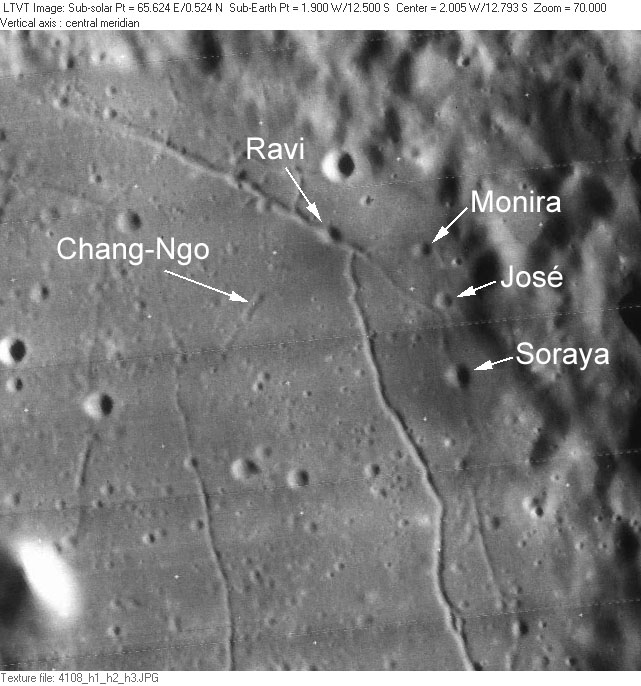
莫妮拉陨石坑的周边，月球勘测轨道飞行器拍摄。

- 月球数码摄影图集. （页面存档备份，存于）
- 阿波罗12、14和16号拍摄的照片. （页面存档备份，存于）
- LAC-77 图中的莫妮拉陨石坑. （页面存档备份，存于）
- 莫妮拉陨石坑周边月面图. （页面存档备份，存于）
- LM-77 图中的莫妮拉陨石坑. （页面存档备份，存于）
- 莫妮拉陨石坑周边地形图. （页面存档备份，存于）
- 维基月球环形山在线解说-莫妮拉陨石坑. （页面存档备份，存于）
- Andersson, L.E., and E.A. Whitaker, 美国宇航局月球地名目录,美国宇航局参考出版物 1097, 1982年10月. （页面存档备份，存于）